# Mikrodator
En mikrodator är en dator baserad på en mikroprocessor. Begreppet mikrodator myntades då de flesta datorer var ganska stora, och kom även att associeras med det faktum att kompletta datorer nu blev så mycket mindre än tidigare. Den är ofta en dator med en bildskärm och ett tangentbord och som används av endast en person och kallas även persondator eller skrivbordsdator (val av ord beror delvis på vilken tidsepok och typ av dator som avses). När minidatorerna och stordator minskade i betydelse i slutet av 1980-talet föll begreppet mikrodator ur bruk.
Många mikrodatorer var avsedda för datorentusiaster, och senare en bredare marknad, dels för hobbybruk, dels som en spelplattform jämförbar med konsolerna för TV-spel. Datorer för denna marknad kallades också hemdatorer.
På senare tid har begreppet börjat utvidgats av speciellt yngre skribenter till att inkludera enchips-datorn eller "enchipparen" som har CPU, arbetsminne, programminne, och in/ut-enheter på ett och samma chip (microcontroller på engelska). Dessa kretsar används sedan tidigt åttiotal i en mängd produkter, för såväl konsumentmarknaden som för industriellt, militärt, medicinskt och vetenskapligt bruk.